# Jeziorna Królewska
Jeziorna Królewska – część miasta Konstancina-Jeziorny (SIMC 0920717), w województwie mazowieckim, w powiecie piaseczyńskim. Leży w środkowo-zachodniej części miasta, nad lewym brzegiem Jeziorki.
Początkowo wieś rolnicza, która w drugiej połowie XIX wieku przeżyła gwałtowny okres przyśpieszonego rozwoju, związany z rozwojem fabryki papieru, a przede wszystkim wraz z narodzinami letniska w sąsiednim Konstancinie. Wówczas wyodrębniła się z Jeziorny Królewskiej biedna osada Konstancinek dla obsługi elitarnego letniska. 
W latach 1867–1954 wieś w gminie Jeziorna w powiecie warszawskim, której była siedzibą. W 1924 roku z części obszaru gminy Jeziorna wyłączono rozwijającą się osadę-uzdrowisko Konstancin wraz z Konstancinkiem, tworząc z nich nową gminę Skolimów-Konstancin. 
20 października 1933 Jeziorna Królewska utworzyła gromadę w granicach gminy Jeziorna.
Podczas II wojny światowej w Generalnym Gubernatorstwie, w dystrykcie warszawskim. W 1943 Jeziorna Królewska liczyła 1201 mieszkańców.
Od 1 lipca 1952 w powiecie piaseczyńskim.
W związku z reorganizacją administracji wiejskiej jesienią 1954 Jeziorna Królewska weszła w skład gromady Jeziorna Królewska, wraz z Gawrońcem, Jeziorną Fabryczną, Klarysewem,  Konstancinkiem, parcelą Obory oraz skrawkiem miasta Skolimów-Konstancin.
1 stycznia 1956 gromadę Jeziorna Królewska przekształcono w osiedle o nazwie Jeziorna, przez co Jeziorna Królewska stała się integralną częścią Jeziorny, a w związku z nadaniem Jeziornie praw miejskich 18 lipca 1962 – częścią miasta. 1 stycznia 1969 Jeziornę połączono ze Skolimowem-Konstancinem (prawa miejskie 1962) w nowy ośrodek miejski o nazwie Konstancin-Jeziorna.